# Реал Картахена
«Реа́л Картахе́на» (исп. Corporación Deportiva Real Cartagena) — колумбийский футбольный клуб из города Картахена. В настоящий момент выступает в Примере B, втором по уровню дивизионе страны.

## История
Команда была основана в 1971 году, в том же году дебютировала в Кубке Мустанга, высшем дивизионе чемпионата Колумбии. За всю историю «Реал Картахена» провёл в высшем колумбийском дивизионе 12 сезонов, и занимает в сводной таблице чемпионатов Колумбии за всё время, 19-е место (по состоянию на начало 2012 года). Лучшем достижением клуба в чемпионате Колумбии, является второе место в осеннем чемпионате 2005 года. Домашние матчи команда проводит на стадионе «Хайме Морон Леон», вмещающем 20 000 зрителей.

## Достижения
- Вице-чемпион Колумбии (1): 2005-II
- Победитель Категории Примеры B (второй дивизион) (3): 1999, 2004, 2008

## Сезоны по дивизионам

Прежний логотип «Реал Картахены»

- Примера А (20): 1971, 1992, 2000—2002, 2005—2007, 2009—2012
- Примера B (20): 1993—1999, 2003, 2004, 2008, 2013—н.в.
- Примера C (1): 1991